# Schackklubb

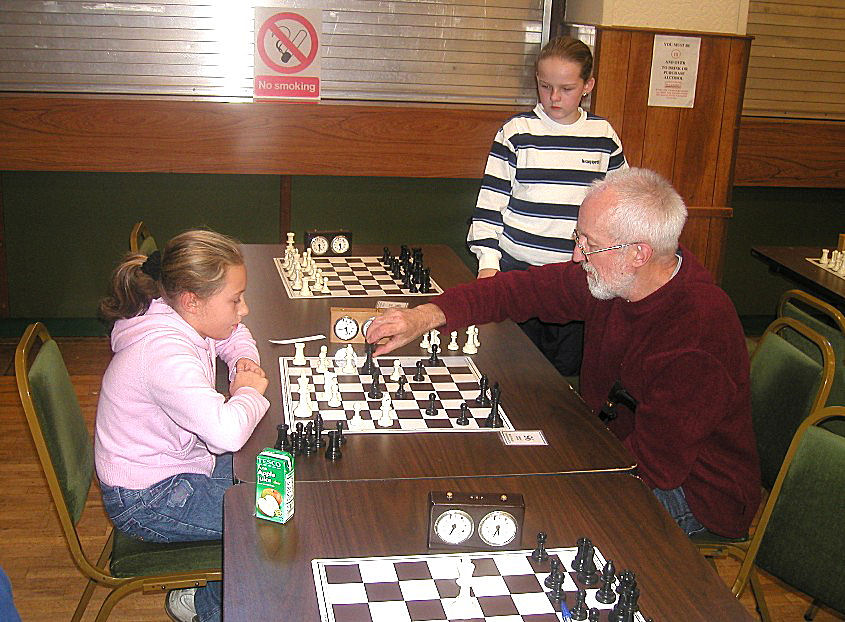
Spel på en Schackklubb

En schackklubb är en klubb som bildats för att spela brädspelet schack. Schackklubbar ger både träning, informella spel och tidsbestämda spel, ofta som del av en intern tävling eller i en serie.